# Fritz Zulauf
Friedrich „Fritz” Zulauf (ur. 19 kwietnia 1893, zm. 5 grudnia 1941 w Zurychu) – szwajcarski strzelec, dwukrotny medalista olimpijski, multimedalista mistrzostw świata.
Zulauf wystąpił w trzech konkurencjach na igrzyskach olimpijskich w Antwerpii w 1920 roku. Zdobył dwa brązowe medale, oba w strzelaniu z pistoletu wojskowego z 30 m (zarówno indywidualnie, jak i drużynowo).
Zulauf dziesięciokrotnie zdobywał medale mistrzostw świata. Zdobywał je na siedmiu czempionatach, osiągając następujące wyniki medalowe:
- MŚ 1921 – 1 srebro (pistolet dowolny, 50 m, drużynowo)
- MŚ 1922 – 1 złoto (pistolet dowolny, 50 m, drużynowo), 1 brąz (karabin wojskowy klęcząc, 300 m)
- MŚ 1927 – 1 złoto (pistolet dowolny, 50 m, drużynowo)
- MŚ 1928 – 1 złoto (pistolet dowolny, 50 m, drużynowo), 1 brąz (pistolet dowolny, 50 m)
- MŚ 1929 – 2 złota (pistolet dowolny z 50 m drużynowo, pistolet dowolny z 50 m)
- MŚ 1930 – 1 złoto (pistolet dowolny, 50 m, drużynowo)
- MŚ 1931 – 1 złoto (pistolet dowolny, 50 m, drużynowo)